# José Augusto Gama
José Augusto Gama (ur. 2 marca 1942 w Mascarenhas, gmina Mirandela, zm. 9 października 2000 w Porto) – portugalski polityk, prawnik i samorządowiec, parlamentarzysta krajowy, od 1987 do 1989 poseł do Parlamentu Europejskiego II kadencji.

## Życiorys
Ukończył studia prawnicze na Uniwersytecie w Coimbrze, pracował następnie w państwowej inspekcji pracy.
Zaangażował się w działalność polityczną w ramach Centrum Demokratycznego i Społecznego – Partii Ludowej. Od 1976 do 1986 zasiadał w Zgromadzeniu Republiki I, II, III i IV kadencji, reprezentując okręg pozaeuropejski. W latach 1983–1988 pozostawał członkiem Zgromadzenia Parlamentarnego Rady Europy.
W 1987 wybrany posłem do Parlamentu Europejskiego. Przystąpił do Europejskiej Partii Ludowej, należał m.in. do Komisji ds. Socjalnych i Zatrudnienia. W 1989 wybrany burmistrzem Mirandeli, w 1993 uzyskał reelekcję. W kadencji 1995–1999 powrócił do parlamentu VIII kadencji z ramienia Partii Socjaldemokratycznej w okręgu Bragança. Opublikował również dwie książki. Zmarł wskutek białaczki.